# 4252 Godwin
4252 Godwin là một tiểu hành tinh vành đai chính với chu kỳ quỹ đạo là 1577.5081690 ngày (4.32 năm).
Nó được phát hiện ngày 11 tháng 9 năm 1985 bởi H. Debehogne ở the European Southern Observatory. Tênd after Richard Godwin (b. 1955), a board member of the Space Frontier Foundation, who served as executive director of The Watch, a support organization for NEO detection. His brother Robert Godwin (b. 1958) là một space expert và space-history researcher. Together they founded Apogee Books, a space book company và write extensively ngày space.